# البهائية في فيتنام
بدأ إدخال الدين البهائي في فيتنام لأول مرة في عشرينيات القرن الماضي، بعد فترة ليست طويلة من ذكر الهند الصينية الفرنسية من قبل عبد البهاء كوجهة محتملة للمبلغين البهائيين. بعد عدد من الزيارات القصيرة من المبلغين الجوالين طوال النصف الأول من القرن العشرين، تم تأسيس أول مركز بهائي في فيتنام في سايغون في عام 1954، مع وصول شيرين فوزدار، المبلغة البهائية من الهند. تميزت الخمسينيات والستينيات بفترات من النمو السريع، لا سيما في جنوب فيتنام. على الرغم من الحرب المستمرة التي تؤثر على البلاد، ارتفع عدد السكان البهائيين إلى حوالي 200,000 بحلول عام 1975. بعد نهاية الحرب، أعيد توحيد فيتنام في ظل حكومة شيوعية، التي حظرت ممارسة الدين من 1975 إلى 1992، مما أدى إلى انخفاض حاد في أعداد البهائيين. لكن العلاقات مع الحكومة تحسنت تدريجيًا، وفي عام 2007 تم تسجيل الديانة البهائية رسميًا، تلاها اعتراف قانوني كامل بعد عام.  اعتبارًا من عام 2012، أفيد أن الجامعة البهائية تضم حوالي 8000 متابع.

## الهند الصينية الفرنسية (قبل 1954)

### ألواح الخطة الإلهية لعبدالبهاء
كان أول ارتباط لفيتنام بالديانة البهائية هو إشارة موجزة إلى الهند الصينية الفرنسية - التي كانت البلاد آنذاك جزءًا منها - كوجهة للمبلغين البهائيين في ألواح عبد البهاء للخطة الإلهية .  كُتب اللوح المحدد في 11 أبريل 1916، ولكن تأخر تقديمه في الولايات المتحدة حتى عام 1919، بعد نهاية الحرب العالمية الأولى والإنفلونزا الإسبانية. ترجم هذه الألواح وقدمها ميرزا أحمد سهراب في 4 أبريل 1919، ونشرت في مجلة نجمة الغرب في 12 ديسمبر 1919.
«في اللحظة التي يتم فيها نقل هذه الرسالة الإلهية من قبل المؤمنين الأمريكيين من شواطئ أمريكا ويتم نشرها عبر قارات أوروبا وآسيا وأفريقيا وأستراليا، وبقدر ما يصل إلى جزر المحيط الهادئ، سيجد هذا المجتمع تم تأسيسها بشكل آمن على عرش سيادة أبدية... إذا ذهب بعض المعلمين إلى جزر أخرى وأجزاء أخرى، مثل قارة أستراليا ونيوزيلندا وتسمانيا وأيضًا إلى اليابان وروسيا الآسيوية وكوريا والهند الصينية الفرنسية وسيام ومستوطنات المضيق والهند وسيلان وأفغانستان، ستظهر نتائج عظيمة وشيكة». 
كان عبد البهاء ينظر بجدية في وقت ما في رحلة إلى الهند والهند الصينية، كما أفاد شوقي أفندي في عام 1919،  على الرغم من عدم معرفة ما إذا كانت هذه الرحلة ستشمل المنطقة التي ستُعرف باسم فيتنام.

### الاتصال المبكر
من المرجح أن يكون أول بهائي يزور فيتنام هو Hippolyte Dreyfus-Barney [الإنجليزية] ، أحد أوائل البهائيين في فرنسا، الذين قاموا بعدد من الرحلات حول العالم بناءً على طلب عبد البهاء. بعد أن تم إحباط زيارة مخططة أولية في عام 1914 بسبب اندلاع الحرب العالمية الأولى، وصل درايفوس بارني إلى ما كان يعرف آنذاك بالهند الصينية الفرنسية في عام 1920، حيث قام بزيارة سايغون وهانوي. بعد أربع سنوات في مايو 1924، قامت المعلمة البهائية البارزة مارثا روت بزيارة استغرقت أسبوعًا إلى سايغون. خلال إقامتها، روّجت لرسالة الدين ومبادئه في عدد من الصحف، وكونت صداقات مع مدام بوف، محررة قسم اللغة الإنجليزية في L'Information de l'Extrême Orient. كان بوف متعاطفًا مع مبادئ الديانة البهائية، ونشر عددًا من المقالات المفضلة باللغة الفرنسية. كما نشرت عدة صحف أخرى مقالات تصف المبادئ البهائية بالفرنسية والصينية والفيتنامية. تم ترتيب محاضرة عامة بمساعدة الحاكم، الذي اتصل «بنفسه برئيس أكبر مدرسة» للإبلاغ عن موافقته. إلى جانب هذه المبادرات، أجرى روت مكالمات إلى تسعة عشر مدرسة وجمعية وفردًا في سايغون. 
في عام 1951، تبن المحفل الروحاني المركزي لبهائيي الهند وباكستان وبورما هدف إرسال المهاجرين إلى عدد من المدن في جميع أنحاء إفريقيا وجنوب شرق آسيا، بما في ذلك سايغون، استجابة لنداء شوقي أفندي، رئيس البهائية آنذاك. في رسالة إلى أحد الأفراد في سبتمبر من ذلك العام، أفاد شوقي أفندي بوجود بهائيين في الهند الصينية في ذلك الوقت،  على الرغم من أن استيطانهم يبدو أنه لم يدم طويلاً. ذكر تقرير صدر في مارس 1952 أن الهند الصينية ظلت غير منفتحة على الدين البهائي.

## جنوب فيتنام (1954–1975)
بعد ما يقرب من عقد من الحرب بين فرنسا المستعمرة والشيوعية فييت مينه، والتي انتهت بهزيمة فرنسية حاسمة في معركة ديان بيان فو، التقى الجانبان في مؤتمر جنيف في 21 يوليو 1954. تم إجراء تقسيم مؤقت لفيتنام عند خط عرض 17، مما أدى إلى إنشاء جمهورية فيتنام الديمقراطية في الشمال ودولة فيتنام (فيما بعد جمهورية فيتنام) في الجنوب. حدث الكثير من تطور العقيدة البهائية خلال الفترة التالية في جنوب فيتنام. المجموعات البهائية الأولى في الشمال لم تتأسس حتى عام 1992، بعد فترة طويلة من إعادة توحيد البلاد.

### التأسيس والنمو المبكر (1954-1963)
في فبراير 1954، ذهبت شيرين فوزدار، وهي بهائية من الهند كانت عضوًا في المحفل الروحاني المركزي هناك، إلى سايغون لتأسيس الدين في الهند الصينية.  في 15 مارس، قدمت مقدمة عامة عن العقيدة البهائية في محاضرة في مسرح نورودوم، والتي حظيت بتغطية كبيرة في الصحافة الفيتنامية. خلال هذا الوقت، أصبح فام هوو تشو، الأستاذ الذي يعيش في سايغون، أول فيتنامي بهائي. وصل جمشيد وبارفاتي فوزدار، أفراد عائلة فوزدار، ليحلوا مكانها في الصيف، واستقروا في شقة في 88 شارع بونارد (الآن شارع لو لوي).   بحلول العام التالي، كان هناك عدد كافٍ من البهائيين في سايغون لانتخاب أول تجمع روحي محلي للبلاد هناك، في 21 أبريل 1955. تم الاعتراف بالتجمع رسميًا من قبل حكومة جنوب فيتنام في 20 سبتمبر.  أدى الترويج للدين في وسط فيتنام إلى المحفل الروحاني الثاني لفيتنام في قرية ترانج جيانج،  مقاطعة كوانج نام، في أبريل 1957.  تم إنشاء ثمانية محافل روحانية أخرى في عام 1958، ليصبح المجموع عشر. من بين هؤلاء، كان معظمهم في وسط فيتنام، بما في ذلك Da Nang و Quang Ngai . كما تم تأسيس المراكز البهائية في فوك لونغ في ذلك العام، حيث تم إنشاء المدرسة البهائية الأولى في جنوب فيتنام. تم إنشاء العديد من المدارس الأخرى في وسط فيتنام.   
في عام 1958، أتى طيار توسكيجي ديمبسي مورغان وزوجته أدريان، وكلاهما بهائيان، إلى فيتنام، وعلى مدى السنوات التالية ساعد في وضع إجراءات إدارية بين المحافل الروحانية المحلية في فيتنام. أثناء إقامتهم في فيتنام، حدد المورجان أيضًا بهاءالله، مؤسس الدين البهائي، مع مايتريا بوذا، الذي هو في التقليد البوذي خليفة غوتاما بوذا والذي سيظهر على الأرض، ويحقق التنوير الكامل، وتعليم دارما نقية.   خلال فترة النمو هذه، أصبح عدد من الرهبان البوذيين بهائيين.  غادرت عائلة مورغان فيتنام متوجهة إلى تايلاند في عام 1959، وبقيت لمدة عامين قبل المتابعة إلى بنوم بنه. كانوا قادرين على زيارة سايغون عندما زار ريحي خانوم في عام 1961 وتمكنوا من العودة إلى سايغون قبل نهاية العام. كانت هناك أيضًا نشرة إخبارية محلية هي الأخبار البهائية تُنشر بحلول ذلك الوقت.
من عام 1957 إلى عام 1963، تضاعف عدد الطائفة البهائية في جنوب فيتنام أكثر من ثلاثة أضعاف (بما في ذلك بين شعوب كوهو وتو وأناميس وشام ) وتم إنشاء العديد من المدارس. في عام 1957 تم الاعتراف بشهادة الزواج البهائي في فيتنام. في عام 1962، تم تشكيل 16 محفلًا روحيًا محليًا بهائيًا، وبحلول عام 1963 كان هناك أكثر من 40 (وربما أكثر من 100) محافل روحية في جنوب فيتنام. بحلول عام 1963، كان هناك أيضًا 6 مراكز بهائية محلية أو حضرة القدس، بما في ذلك سايغون ودا نانغ، وتم شراء المزيد من الأراضي لمراكز مستقبلية. مع ازدياد عدد المحافل الروحانية المحلية البهائية، أُنشئ المجمع الروحي الوطني لبهائيي فيتنام في عام 1964. قدر أحد التقارير وجود أكثر من 20.000 بهائيًا في جميع أنحاء البلاد بحلول منتصف عام 1964، مما يمنحها «ثالث أكبر عضوية بين الأديان الرئيسية» في جنوب فيتنام في ذلك الوقت.
على الرغم من أن الجامعة البهائية أقامت علاقة إيجابية بشكل عام مع حكومة نغون دييم، إلا أن هناك أدلة على وجود معارضة متفرقة على مستويات مختلفة خلال هذه الفترة. يصف أحد الروايات المضايقات الحكومية للبهائيين الفيتناميين في الفترة ما بين 1958 و 1959، بما في ذلك سجن أعضاء المحفل الروحاني في سايغون بأكمله. في 21 أبريل 1963، حظر بوي فان لونج، وزير داخلية ديام، رسمياً على البهائيين ممارسة «أي أنشطة دينية في وسط فيتنام والمقاطعات الجبلية». بعد سبعة أشهر، أطيح بحكومة ديم، وألغي حظر الأنشطة البهائية.  زعم حساب ورد في نشرة إخبارية سويسرية بهائية في فبراير 1964 أن البهائيين في فيتنام تعرضوا للمضايقات لأكثر من سبع سنوات قبل الإطاحة بديم.

### حقبة ما بعد ديم (1963-1975)
مع استمرار حرب فيتنام، كان هناك عدد من البهائيين الأمريكيين الذين تمركزوا في فيتنام، ولكن التعاليم البهائية عن قدسية حياة أي إنسان على الأرض، وفي الوقت ذاته التعاليم المتعلقة بطاعة الفرد للحكومة، طلب البهائيون تجنب وضعهم في موقع يجبرهم على إزهاق حياة شخص آخر، وبالتالي عمل البهائيون الأمريكيون ككاتبة ومسعفين بصفتهم غير مقاتلين.    بحلول أبريل 1973، تم تشكيل 687 محفلًا روحيًا محليًا، ويمكن العثور على البهائيين في 1685 موقعًا. بحلول عام 1975، كان هناك ما يقدر بنحو 200000 بهائي في جنوب فيتنام، وكانت البهائية ومؤسساتها لا تزال تشهد نموًا.   

## فيتنام الشيوعية (بعد 1975)

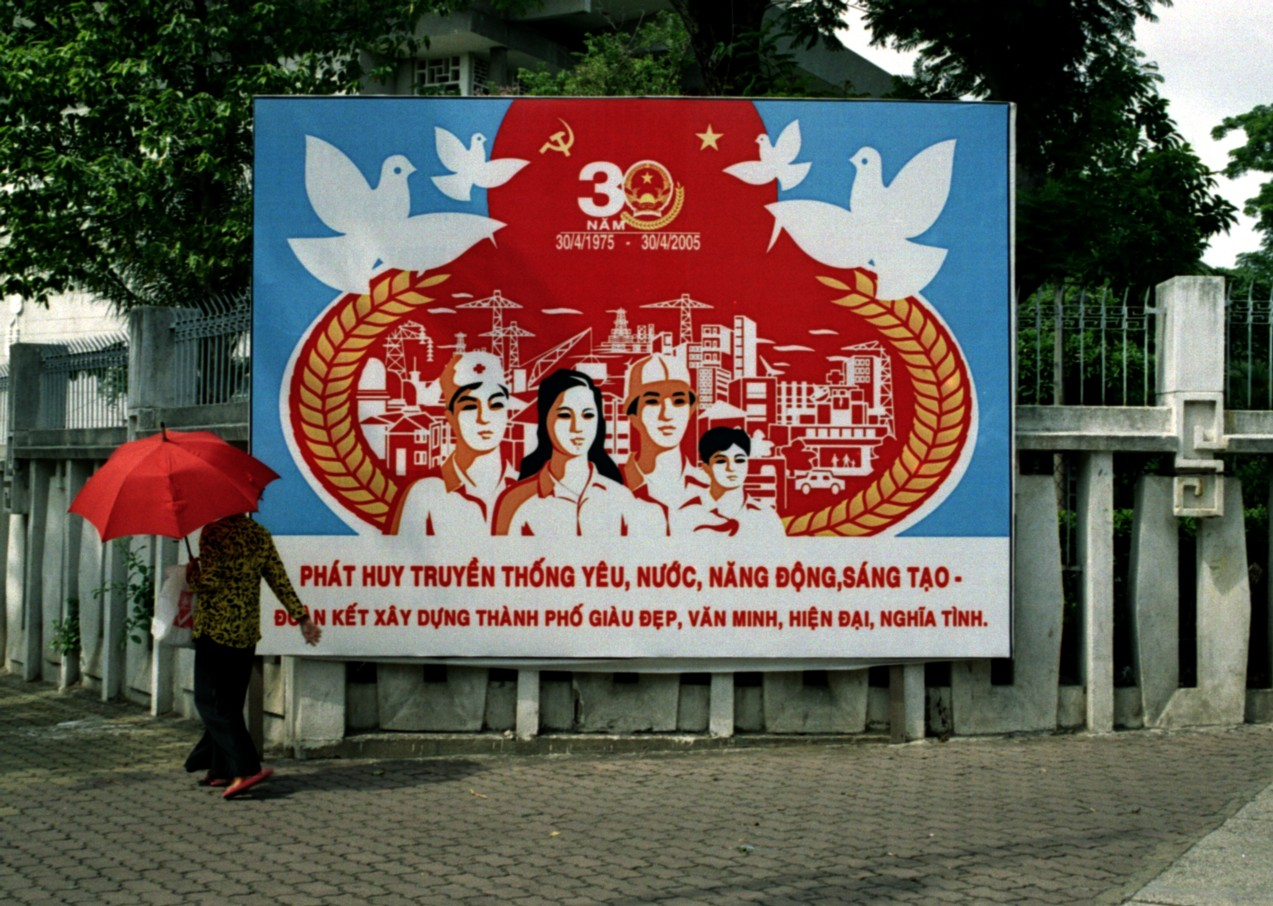
لوحة إعلانية تحيي الذكرى الثلاثين لإعادة توحيد فيتنام.

في الفوضى التي أعقبت سقوط سايغون في 30 أبريل 1975، كانت الجامعة البهائية محدودة للغاية من الناحية اللوجستية. فقد الاتصال بالفعل بالأعضاء في المناطق النائية، وتم إلغاء مؤتمر الوكلاء المركزي المقرر عقده في ذلك الوقت؛ وبدلاً من ذلك، تم انتخاب المحفل الروحاني المركزي عن طريق بطاقات الاقتراع بالبريد.  في تقرير عام 1978، أشار بيت العدل الأعظم إلى ذلك
"في الجزء الأخير من الفترة قيد المراجعة (1973-1976) أعاقت ظروف خارجة عن سيطرة البهائيين تحقيق الأهداف. تم تعيين لجنة إدارية للعمل نيابة عن المحفل الروحاني المركزي. 
لبعض الوقت، بدا أن الحكومة الشيوعية القادمة تتسامح مع الأنشطة البهائية. سُمح للبهائيين في مدينة هوشي منه التي أعيد تسميتها حديثًا (سايغون سابقًا) بإقامة إحياء ذكرى استشهاد حضرة الباب في يوليو 1976، وبعد الانتكاسات التي حدثت في السنوات السابقة، عُقد اجتماع في العام التالي لانتخاب محفل روحاني مركزي

### المنع الرسمي
ابتداءً من عام 1978، تم حظر ممارسة العقيدة البهائية في فيتنام رسميًا. مُنع البهائيون من الاجتماع أو ممارسة شعائرهم الدينية، وأغلقت ممتلكات البهائيين في جميع أنحاء البلاد أو صودرت. تم القبض على عضوين من المحفل الروحاني المركزي كانا حاضرين عندما تمت مصادرة المقر الوطني في مدينة هوشي منه وتم إرسالهما إلى معسكرات إعادة التأهيل.  في رسالة أُرسلت بعد عام، أفاد بيت العدل الأعظم أن فيتنام كانت من بين «البلدان التي لا تستطيع الإدارة البهائية العمل فيها أو يجب حلها». انخفضت أعداد المجتمع بشكل حاد خلال هذا الوقت حيث فر الآلاف من البهائيين من البلاد، ووصلوا كلاجئين إلى الولايات المتحدة ودول أخرى، حيث بُذلت جهود للاتصال بهم ودمجهم في المجتمعات البهائية المحلية. بدأ البهائيون في عدد من البلدان في جميع أنحاء العالم في إرسال الدعم إلى البهائيين الذين بقوا في فيتنام، وإرسال طرود من الأدوية والملابس وغيرها من الضروريات بانتظام؛ تمكن البعض من زيارة البلاد والالتقاء بالبهائيين شخصيًا. قدم البهائيون الذين بقوا في فيتنام مناشدات إلى الحكومة تطلب الإذن بممارسة شعائرهم الدينية وإعادة الممتلكات المصادرة، على الرغم من أن التقدم كان محدودًا. في الوقت نفسه، استمرت النداءات للإفراج عن السجناء البهائيين من خلال الجامعة البهائية العالمية وعدد من الحكومات والوكالات المستقلة.  في مارس 1986، تم تسليم نسخة من بيان بيت العدل العالمي، وعد السلام العالمي ، من قبل مبعوث إلى السيد بوي شوان نهات، الممثل الدائم لفيتنام لدى الأمم المتحدة.
شهدت التسعينيات وأوائل العقد الأول من القرن الحادي والعشرين تحسن الظروف تدريجياً. في عام 1990، قام هـ. كوليس فيذرستون، أحد كبار المسؤولين، بزيارة فيتنام، وركز جهوده على "تنشيط" البهائيين هناك. ابتداءً من عام 1992، سُمح للبهائيين بالاجتماع في قاعات اجتماعات غير رسمية لممارسة شعائرهم الدينية بهدوء، وتم إنشاء أول مجموعة بهائية في هانوي.  في عام 1996، بعث بيت العدل الأعظم برسالة إلى البهائيين في عدد من دول جنوب شرق آسيا، دعا فيها بشكل خاص "الأصدقاء المجربين والمخلصين والمخلصين" في فيتنام ليثبتوا للسلطات ولقادتهم أن "البهائيين مطيعون ومخلصون" في فيتنام. ولاء لحكوماتهم، ورغبتهم في ازدهار شعوبهم ونهوض شعوبهم ".
في عام 2000، ورد أن البهائيين في دا نانغ لم يتمكنوا من الحصول على الموافقة على طلب تسجيل الأنشطة الدينية الرسمية،  وفي عام 2001، ورد أن الحكومة الفيتنامية رفضت محاولة من قبل المحفل البهائي المركزي لتسجيل أنشطتها لأنهم «لم يف بعد بالمعايير الإدارية للتسجيل». كانت الصعوبات التي واجهتها الجامعة البهائية بعيدة كل البعد عن كونها فريدة من نوعها. بينما صدقت فيتنام على العهد الدولي الخاص بالحقوق المدنية والسياسية (ICCPR) الذي يتضمن أحكامًا للحرية الدينية (المادة 18)،  ويدعم دستورها الحرية الدينية،  ذكرت وزارة الخارجية الأمريكية في تقريرها الديني الدولي لعام 2001 تقرير الحرية أن الحكومة الفيتنامية «واصلت تقييد» بعض الأنشطة المنظمة للجماعات الدينية، مشيرة إلى أن «العديد من هذه السلطات التقييدية تقع أساسًا على عاتق اللجان الشعبية في المقاطعة أو المدينة، وتفاوتت المعاملة المحلية للأشخاص المتدينين على نطاق واسع.» 

### انتهاء التحريم والتطورات الأخيرة

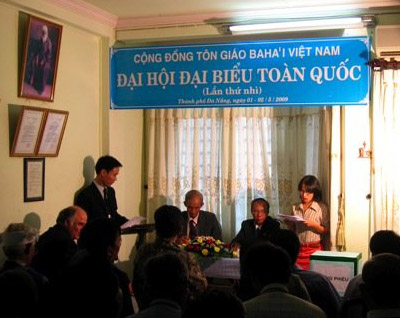
ينتخب البهائيون الفيتناميون محافلهم الروحانية الوطنية في دانانج عام 2009.

مع مرور الوقت، استمرت ثروات الطائفة البهائية الفيتنامية في التحسن. سُمح للبهائيين في مدينة هوشي منه بإقامة احتفال هادئ في مايو 2004 لإحياء الذكرى الخمسين لتأسيس الدين البهائي في البلاد. بحلول عام 2006، أفاد قادة المجتمع البهائي بوجود «علاقات جيدة مع السلطات»، وأن البهائيين «بدا أنهم قادرون على ممارسة شعائرهم الدينية دون مضايقات كبيرة». في نوفمبر من ذلك العام، ذكرت وزارة الخارجية الأمريكية أنه تم تخفيف القيود.  أخيرًا، بعد سنوات عديدة من التقدم، تم تسجيل الجامعة البهائية رسميًا في أوائل عام 2007، وحصلت على شهادة تشغيل من اللجنة الحكومية للشؤون الدينية. بعد فترة اختبار استمرت لمدة عام، تم انتخاب المحفل الروحاني المركزي المكون من تسعة أعضاء وتم اعتماد ميثاقه في 21 مارس 2008، في مؤتمر وطني في مدينة هوشي منه تزامنًا مع يوم النوروز البهائي المقدس. حضر الفعالية أكثر من 250 مندوباً وزائراً. حصل المحفل الروحاني المركزي على شهادة الاعتراف الوطني في يوليو 2008، مما مهد الطريق لتسجيل المحافل الروحانية المحلية أيضًا.   
مع تخفيف القيود السابقة، واصلت الجامعة البهائية الفيتنامية تحقيق تقدم ملحوظ، والعودة إلى وتيرة الأنشطة الطبيعية وإظهار علامات النمو في الحجم والحرية والقدرة المؤسسية.  بعد فترة وجيزة من الاعتراف بمجتمعهم، مُنح البهائيون الفيتناميون الإذن لحضور مؤتمر إقليمي كبير في باتامبانج ، كمبوديا، حضره أكثر من 2000 من إخوانهم في الدين من كمبوديا ولاوس وتايلاند. وتواصل المؤتمرات الوطنية، التي تُعقد سنويًا في مناطق مختلفة، جمع المندوبين والمراقبين بالمئات لانتخاب الجمعية الروحانية الوطنية. المؤتمر الوطني الرابع، الذي عقد في أبريل 2011 في مدينة فان ثيت الجنوبية، جمع أكثر من 300 من أعضاء البهائيين. سمحت الحكومة الفيتنامية أيضًا لأعضاء من دول أخرى في المنطقة، بما في ذلك ممثلين من المجلس البهائي الاستشاري لآسيا ومجلس أمنائه لجنوب شرق آسيا، بالانضمام إلى الحدث والمشاركة بنشاط لأول مرة. في مايو 2012، منح المسؤولون الحكوميون 20 بهائيًا الإذن بالمشاركة في أول رحلة حج جماعية لهم إلى المركز البهائي العالمي في حيفا ، إسرائيل. سمحت لهم الحج التي استمرت تسعة أيام بزيارة المزارات الدينية ومقابلة رفقاءهم المؤمنين. في أغسطس من نفس العام ، احتفل بهائيو هانوي بالذكرى العشرين لتأسيس الدين في تلك المدينة باحتفال عام استمر يومًا كاملاً ، حضره ما يقرب من 100 متابع من المنطقة الشمالية من البلاد ، و 20 بهائيًا أجنبيًا يمثلون دولًا في البلاد. المنطقة والمسؤولين الحكوميين.  في مايو 2013، تمكن البهائيون الفيتناميون من إرسال مندوبين لتمثيل بلادهم في المؤتمر البهائي الدولي الحادي عشر في حيفا ، حيث شاركوا في انتخاب بيت العدل الأعظم. في وقت لاحق من نفس العام ، انضم عدد من الشباب البهائي الفيتنامي إلى نظرائهم في كمبوديا في مؤتمر للشباب في باتامبانج.
على الرغم من أن قاعدة البيانات المسيحية العالمية لعام 2005 قدرت عدد البهائيين في فيتنام بما يزيد عن 300000،   قدرت وزارة الخارجية الأمريكية عدد البهائيين بحوالي 8000 في عام 2012.  بغض النظر ، كان تقدير عام 2015 من قاعدة بيانات الأديان العالمية ، الخليفة المباشر لقاعدة البيانات المسيحية العالمية ، يبلغ 413000 بهائيًا.